# Wurzellose Zwergwasserlinse
Die Wurzellose Zwergwasserlinse (Wolffia arrhiza), in manchen Florenwerken auch Wurzellose Zwerglinse oder einfach Zwergwasserlinse oder Entenlinse genannt, ist eine Pflanzenart aus der Gattung der Zwergwasserlinsen (Wolffia) in der Unterfamilie Wasserlinsengewächse (Lemnaceae) innerhalb der Familie der Aronstabgewächse (Araceae). Diese Wasserpflanze gilt zusammen mit anderen Vertretern ihrer Gattung als die kleinste Blütenpflanze der Welt. Sie gedeiht in warm-gemäßigten bis tropischen Gebieten.

## Beschreibung

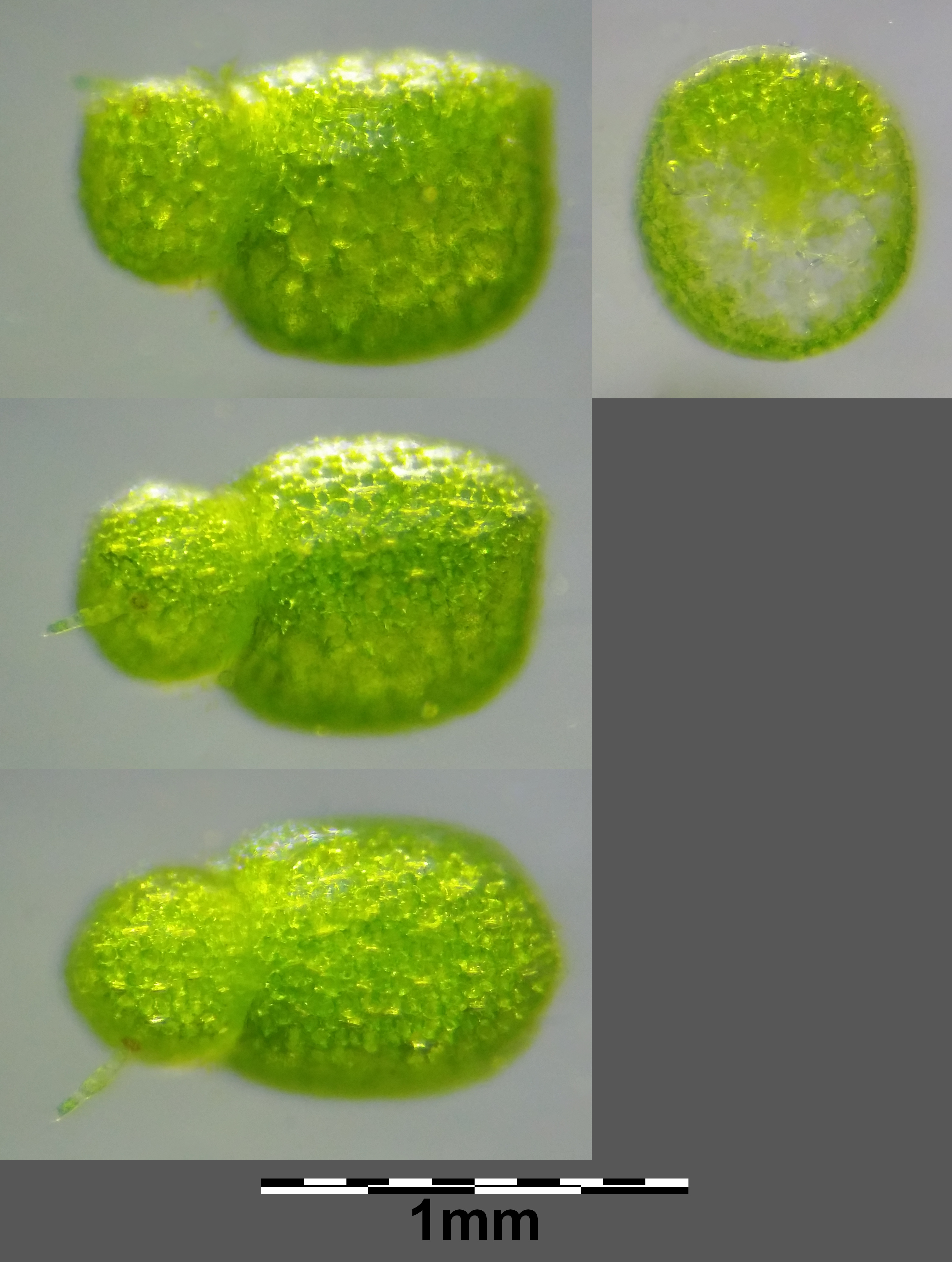
Links Ansicht von der Seite, von schräg oben und von oben, rechts Querschnitt

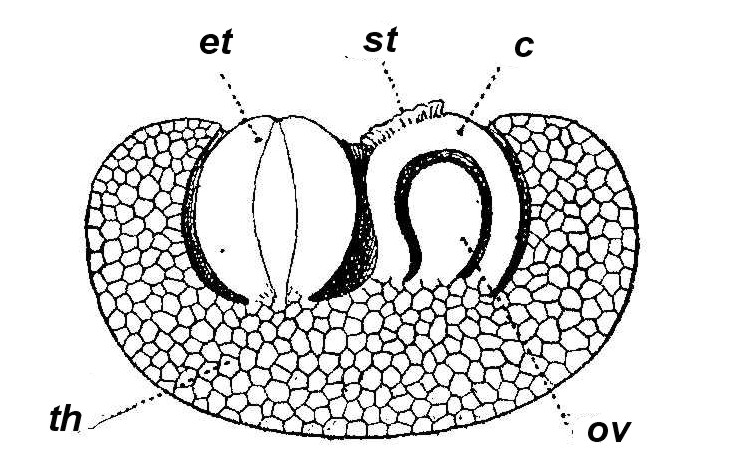
Wolffia arrhiza, Illustration: et = Staubblatt, c = Fruchtknoten, st = Narbe, ov = Ovar, th = Spross

Die winzigen Pflanzenkörper, die bei Wasserlinsen als „Sprossglieder“ (nicht: Blätter!) bezeichnet werden, sind bei Wolffia arrhiza bei einer Länge von 0,5 bis 1,5 Millimetern ellipsoid bis eiförmig, manchmal leicht durchscheinend und grün. Sie treiben entweder einzeln oder zu zweit (mit einem Tochter-Sprossglied) an der Wasseroberfläche. Im Gegensatz zu anderen „Wasserlinsen“ sind keine Wurzelfäden vorhanden. Es handelt sich quasi nur um ein paar Chlorophyll-Zellen, die in ein Miniatur-Schwimmpolster integriert sind. Ein Sprossglied weist zwischen zehn und einhundert Stomata (Spaltöffnungen) auf.
Die Wurzellose Zwergwasserlinse iar monözisch und „blühen“ unsichtbar im Verborgenen. Dabei existiert nur jeweils ein Griffel und ein Staubfaden in einer eigenen Grube ohne Hüllblatt auf der Oberseite des Sprosses – manche Botaniker interpretieren diesen Aufbau auch als Blütenstand zweier eingeschlechtiger Pflanzen. In Mitteleuropa bleibt die Wurzellose Zwergwasserlinse allerdings in der Regel steril – entscheidend ist hier die vegetative Vermehrung durch Sprossung und die passive Verbreitung mit Hilfe von Wasservögeln.  In Europa wurden blühende Pflanzen nur im Kaukasusvorland beobachtet.
Zur Überwinterung übernehmen die kleineren Tochtersprosse die Funktion von Turionen, die im Herbst auf den Gewässergrund sinken. Die übrigen Sprossglieder sterben dann ab.
Reibt man Zwergwasserlinsen zwischen den Fingerspitzen, fühlt sich die Konsistenz granulatartig an oder auch wie grobe Sandkörner. Eine Verwechslung mit kümmerwüchsigen Exemplaren anderer Wasserlinsen sollte eigentlich auszuschließen sein, wenn man diese Art einmal gesehen und befühlt hat (man beachte allerdings den Hinweis unten auf mögliche Vorkommen anderer, neophytischer Wolffia-Arten in Europa!).
Die Chromosomenzahl beträgt 2n = 40, 50 oder 80.

## Vorkommen

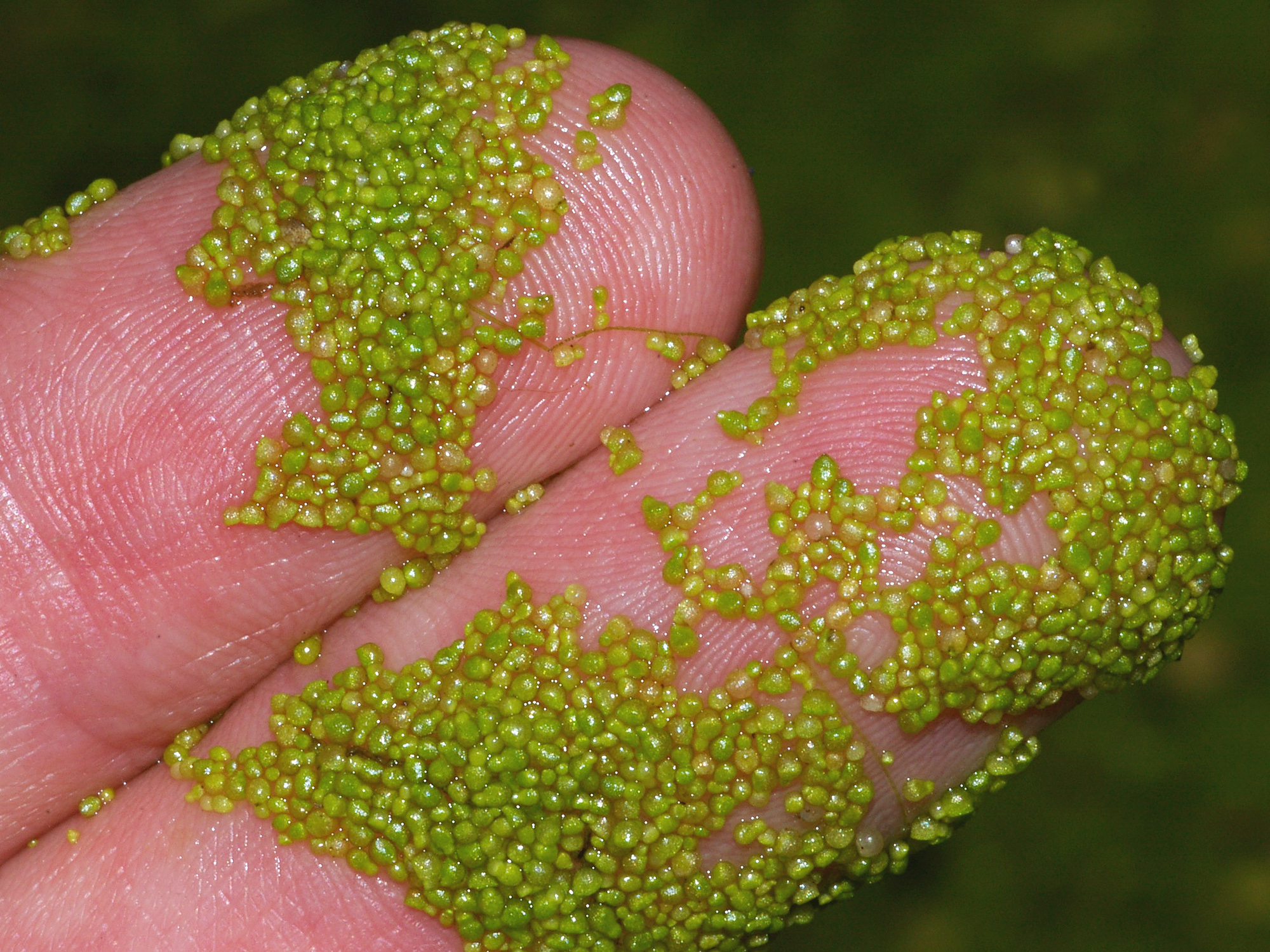
Zwergwasserlinsen auf Fingern

Die Wurzellose Zwergwasserlinse ist in Europa mediterran bis gemäßigt kontinental verbreitet. Ihr Verbreitungsgebiet reicht von Europa bis Nordindien, darüber hinaus auch in Asien von Südkorea bis zu den Philippinen und umfasst Afrika und Australien. In Brasilien und Kalifornien ist sie ein Neophyt.
Die Wurzellose Zwergwasserlinse ist recht wärmebedürftig und wächst im Sommerhalbjahr auf der Oberfläche stehender, mäßig nährstoff- und basenreicher, besonnter, windgeschützter Gewässer, etwa in Feldweihern, Altwässern, Gräben und Torfstichen. Normalerweise tritt sie gesellig auf, indem sie das Gewässer dicht an dicht mit Millionen von Sprossgliedern bedeckt. Dabei ist sie meist mit verschiedenen anderen Teich- und Wasserlinsenarten (beispielsweise Vielwurzelige Teichlinse (Spirodela polyrhiza), Kleine Wasserlinse (Lemna minor)) oder auch mit dem Teichlebermoos (Riccia fluitans) vergesellschaftet. Sie gilt als Charakterart des Verbands Lemnion minoris und besiedelt Gewässer bis zu einer Wassertiefe von 75, selten von 150 Zentimetern.
In Deutschland gilt die Wurzellose Zwergwasserlinse als sehr selten. Gewisse Schwerpunktvorkommen bestehen in Teilen des norddeutschen Tieflandes, unter anderem im Raum Bremen und bei Uelzen. Die wenigen bekannten Nachweise in Süddeutschland sind wahrscheinlich synanthrop, resultieren also aus Ansiedlungen durch den Menschen. Auf der Roten Liste Deutschlands wird Wolffia arrhiza als „stark gefährdet“ geführt.
Nach Funden der sehr ähnlichen, aus Amerika stammenden Kolumbianischen Zwergwasserlinse (Wolffia columbiana H.Karst.) im Jahr 2013 in Deutschland und den Niederlanden stellte sich bei Kontrollen heraus, dass es sich bei mehreren der vermeintlichen Vorkommen der Wurzellosen Zwergwasserlinse (Wolffia arrhiza) in Wirklichkeit um diesen Neophyten handelt.

## Nutzung
Wie Wolffia neglecta lässt sich auch Wolffia arrhiza als Aquarienpflanze kultivieren.

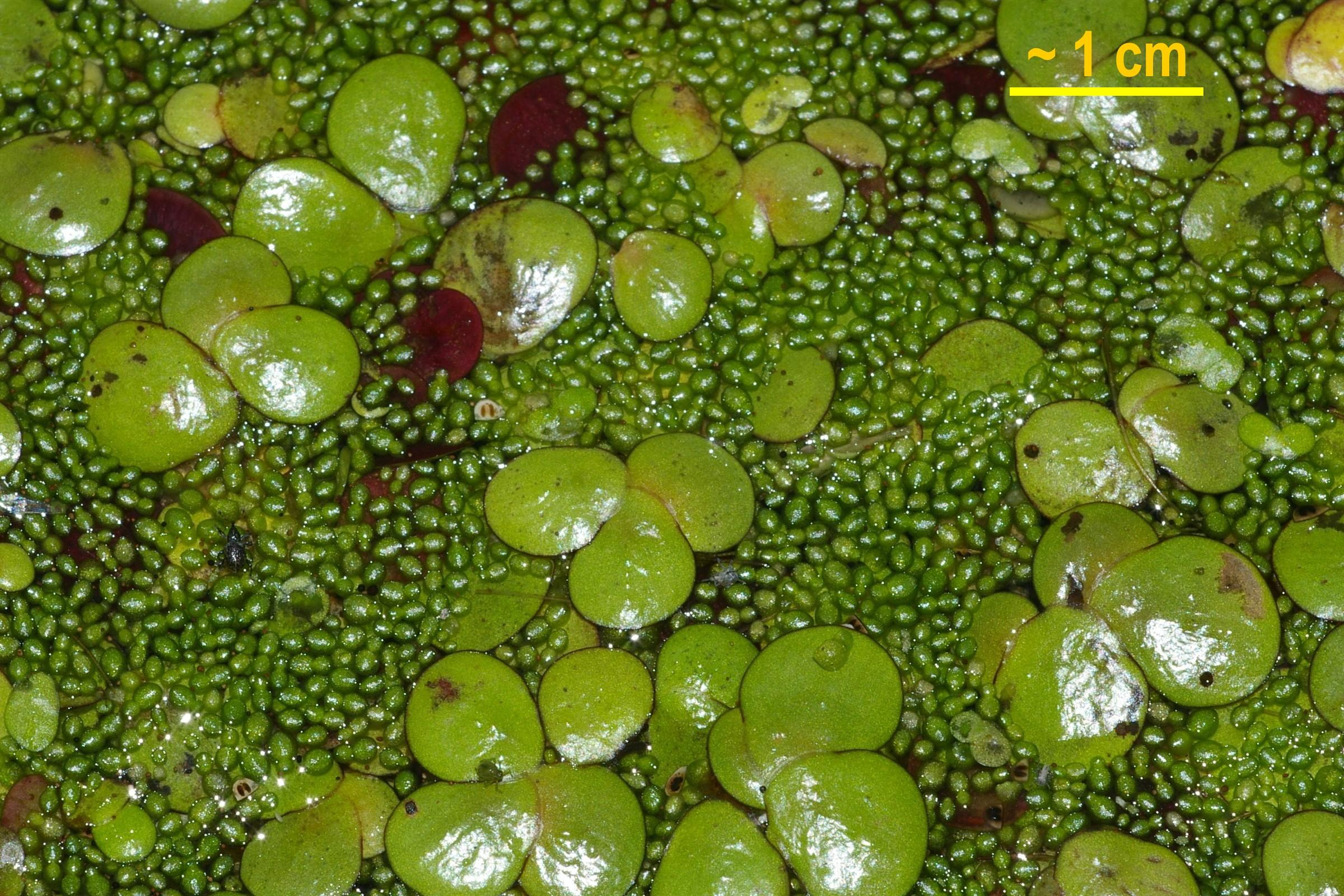
Größenvergleich der kleinsten (Wolffia arrhiza) und der größten (Spirodela polyrhiza) Wasserlinsenart Europas

## Taxonomie
Die Erstveröffentlichung erfolgte 1771 unter dem Namen (Basionym) Lemna arhiza durch Carl von Linné in Mantissa Plantarum Altera, Seite 294. Die Neukombination zu Wolffia arhiza (L.) Horkel ex Wimm. wurde 1857 durch Johann Horkel in Christian Friedrich Heinrich Wimmers Flora von Schlesien preussischen und österreichischen Antheils ..., 3. Auflage, S. 140 veröffentlicht. Das Artepitheton arrhiza bedeutet „ohne Wurzel“. Weitere Synonyme von Wolffia arhiza (L.) Horkel ex Wimm. sind: Horkelia arrhiza (L.) Druce, Lenticula arrhiza (L.) Lam., Wolffia michelii Schleid.